# Гарячка Західного Нілу
Гаря́чка За́хідного Ні́лу (також енцефаліт Західного Нілу, західнонільський енцефаліт, «качина гарячка», англ. West Nile fever) — гостра зоонозна арбовірусна хвороба з трансмісивним механізмом передачі інфекції, яка у тяжких випадках характеризується гарячкою, запаленням мозкових оболон і речовини головного мозку, лімфаденопатією, ураженням слизових оболонок, екзантемою.
Гарячку Західного Нілу відносять до тих хвороб, які виявили здатність чинити серйозний вплив на здоров'я населення і можуть швидко поширюватися в міжнародних масштабах та увійшли до переліку подій, які можуть являти надзвичайну ситуацію в галузі охорони здоров'я й попадають під регуляцію сучасними Міжнародними медико-санітарними правилами (ММСП) 2005 року.

## Історичні відомості
Проведені дослідження філогенезу вірусу гарячки Західного Нілу встановили, що він зародився у Африці приблизно 1 000 років тому з двох інших вірусів, які є зоонозними й спричинюють хвороби у птахів і ссавців. Є певні здогадки, що передчасна смерть Александра Македонського з явними виявами енцефаліту могла бути зумовлена саме гарячкою Західного Нілу, тому що саме в той період поблизу столиці його держави Вавилону (сучасний Ірак) спостерігали велику пташину епізоотію з чималою кількістю загиблих птахів.
У 1937 році К. Смітбурн, Т. Гьюз, А. Бурк та Д. Х. Пол під час проведення досліджень на вірус жовтої гарячки виділили з крові хворої в районі Західного Нілу в Уганді новий нейротропний вірус. У подальшому, в серії серологічних досліджень 1939 року було виявлено, що мешканці Африки мають антитіла до цього вірусу в широкому діапазоні від 1,4 % в Конго до 47 % у регіоні Судану та Білого (Західного) Нілу. Через таке переважання хвороби в останньому регіоні їй і була присвоєна назва "гарячка Західного Нілу". У 1940-50-х роках були виявлені сліди хвороби в Єгипті та Індії. Зокрема 90 % жителів Єгипту старше 40 років мали антитіла до збудника цієї хвороби. Вірус вперше був визнаний причиною тяжкого менінгоенцефаліту в осіб похилого віку з можливістю летального наслідку під час епідемії в Ізраїлі в 1957 році.
У 1953 році вірус виявлено у птахів (ворони і голубоподібні) у районі дельти Нілу. До 1997 року вважалося, що вірус Західного Нілу для птахів не патогенний, проте пізніше з'ясувалося, що у птахів він також може спричинити смертельну хворобу.

## Актуальність
На відміну від Європи, де захворювання клінічно перебігає, як правило, в середньотяжкій формі, завезення цього вірусу у Північну Америку спричинило тяжкий спалах, який супроводжувався високою летальністю. Розслідування причин цього явища показало відмінності біологічних властивостей комарів в Європі та США: останні більш активно нападають на птахів і людей. Тільки після появи вірусу в США та Канаді в 1999 році та розвитку там спалаху серед людей з виникненням тяжких та смертельних випадків виникло розуміння того, що хвороба поширилась на різні континенти далеко від місць свого традиційного поширення і здатна до тяжкого перебігу. Саме тоді її ввели до ММСП.

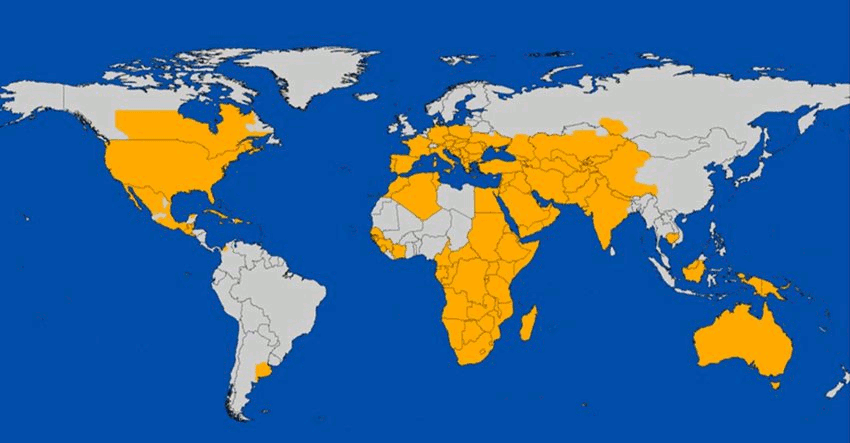
Мапа світового поширення гарячки Західного Нілу на 2006 р.

У наступні роки стало відомо, що хвороба значною мірою поширена у багатьох країнах Африки та Азії, Середземномор'я, де вона є ендемічною. Окремі спалахи гарячки Західного Нілу та спорадичні випадки хвороби реєструють у країнах Центральної Азії (Казахстан, Туркменістан, Таджикистан), Закавказзя (Азербайджан, Вірменія), в Російській Федерації (Астраханська, Волгоградська області), США, Канаді, Мексиці, країнах Центральної Америки та Карибського басейну, Австралії. 
Окремі випадки зареєстровані в Європі, що викликає серйозне занепокоєння. Так 14 вересня 2015 року виявлено і вперше лабораторно підтверджено випадок хвороби в Португалії. На півдні Франції у 2018 році зареєстровано спалах цієї хвороби. 
Виявлені природні осередки гарячки Західного Нілу в Одеській, Донецькій, Київській областях, однак відсутність широко доступних діагностикумів у нашій країні не давало можливості зафіксувати її випадки серед наших громадян. По отриманню цих діагностикумів фіксація покращилася. Так за повідомленням Департаменту охорони здоров’я КМДА, з 1 червня 2024 року станом на 30 серпня того ж року в Києві на лікуванні перебувало 17 пацієнтів з підтвердженим діагнозом гарячки Західного Нілу.

## Етіологія
Збудником гарячки Західного Нілу є вірус родини Flaviviridae роду Flavivirus. Він містить РНК і за своєю антигенною будовою подібний до інших арбовірусів, які спричинюють енцефаліти, та до вірусу гарячки денге. Збуднику притаманний значний антигенний зсув, особливо для генів, які кодують поверхневі білки, та певна гемаглютинабільність. Він порівняно стійкий у навколишньому середовищі, добре переносить висушування й заморожування, інактивується високою температурою > 60 °C.
В Україні вірус гарячки Західного Нілу віднесений до I групи особливо небезпечних патогенів. За міжнародними стандартами ВООЗ належить до IV групи ризику. Робота з ним вимагає забезпечення максимального рівня захисту.

## Епідеміологічні особливості

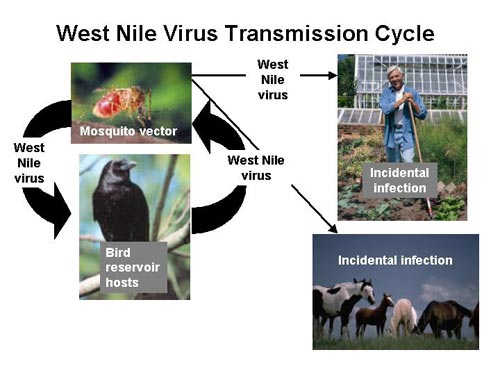
Схема передачі вірусу Західного Нілу в природі

### Джерело і резервуар інфекції
Головним джерелом та резервуаром гарячки Західного Нілу в природі є 17 видів переважно перелітних птахів, які у крові мають високі концентрації вірусу, а він циркулює в них від 2 тижнів до 200 днів. Значно менше значення мають як резервуар деякі дрібні ссавці, гризуни, кажани, тому що в них концентрація вірусу значно менша, і зберігається він у них нетривало. Є два типи осередків при гарячці Західного Нілу. Сільські осередки створюють болотяні птахи та орнітофільні комарі. Домашні екзотичні птахи, а також ворони, голуби разом із певними «міськими» видами комарів роду Culex формують антропургічні осередки. Епізоотичним процесом можуть охоплюватися також свійські птахи (гуси, качки) і тварини (коні, собаки, коти, кролики), але як джерела інфекції вони не мають такого значення, як дикі птахи.

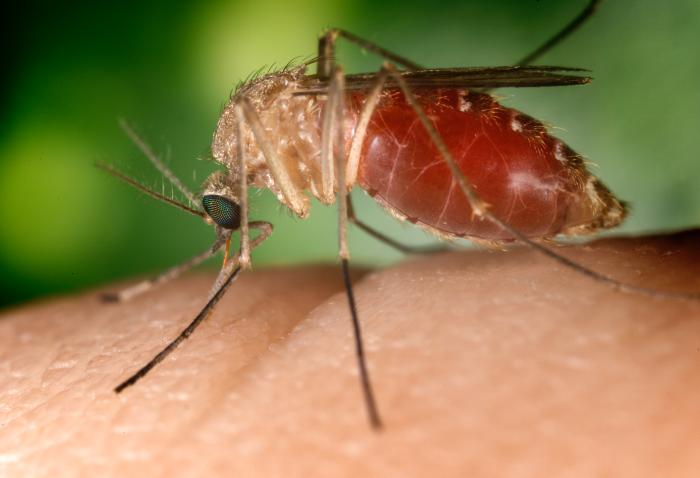
Комар Culex на шкірі людини

### Механізм і фактори передачі
Хвороба є трансмісивною арбовірусною інфекцією. Переносники захворювання — численні види комарів родів Culex, Aedes і Anopheles. В Європі існують два підвиди комарів Culex, що різняться за життєвим циклом, активності та можливості нападати не тільки на людину, але й на птахів. Комарі інфікуються під час харчування кров'ю інфікованих птахів. Зрештою вірус потрапляє в слинні залози комара. Під час укусів комарів вірус може потрапляти в організм людей і тварин, де він здатний розмножуватися і призводити до хвороби. У комарів існує вертикальне передавання вірусу своєму потомству. Вкрай рідко у людей можливе контактне зараження кров'ю тварин.
Дуже незначна частка випадків інфікування людей відбувається при трансплантації органів, переливанні препаратів крові, грудному вигодовуванні, вертикальній трансплацентарній передачі вірусу Західного Нілу від матері до дитини. Немає документально зареєстрованих випадків передачі цього вірусу від людини до людини при безпечних контактах і випадків зараження працівників охорони здоров'я за умови дотримання стандартних заходів у межах інфекційного контролю. Але зареєстровано випадки внутрішньолабораторного зараження.

### Сприйнятливий контингент та імунітет
Сприйнятливість людей до хвороби є високою, хоча до 80 % людей переносить хворобу безсимптомно. Частіше хворіють сільські мешканці, а також мешканці міст, які часто відвідують природне середовище, зокрема мисливці, які полюють на качок (звідси одна із назв хвороби — «качина гарячка»). Після перенесеної хвороби формується стійкий напружений імунітет, повторні випадки захворювання не описані. Сезонність у Північній півкулі літньо-осіння.
На чутливість до даного захворювання впливають і генетичні фактори. Мутація гену CCR5 під назвою CCR5-Δ32 порушує входження вірусу імунодефіциту людини в клітину, але сприяє серйозним ускладненням при захворюванні на гарячку Західного Нілу. Частота цього гену в популяції складає 1 %. При цьому серед людей, що хворіють на цю гарячку, від 4 до 4,5 % є гомозиготними по цій мутації.

## Патогенез
Після присмоктування комара вірус потрапляє в кров і реплікується у клітинах ендотелія судин, що у частки хворих призводить до розвитку тромбогеморагічного синдрому. Надалі виникають запально-дистрофічні зміни у лімфатичних вузлах, паренхіматозних органах. Проте у більшості випадків зараження формується безсимптомний інфекційний процес. Вірусемія є короткочасною. Визначальним для розвитку патогенетичного процесу, клінічних проявів і прогнозу хвороби є проникнення збудника через ГЕБ, внаслідок чого відбувається серозне запалення мозкових оболон, рідше речовини головного мозку, іноді поєднання цих уражень, що є причиною розвитку менінгеального синдрому, мозкової вогнищевої симптоматики. У тяжких випадках розвивається набряк-набухання головного мозку (ННГМ), який є основною причиною смерті. При патологоанатомічному дослідженні виявляють менінгіт, енцефаліт, менінгоенцефаліт, васкуліт і периваскуліт судин мозкових оболон і речовини головного мозку. Навколо судин виявляються дрібноточкові крововиливи або крупні геморагії до 4 см у діаметрі, а також множинні запально-дистрофічні вогнища.

## Клінічні прояви
Згідно з МКХ-10 виділяють «Інфекцію, яка спричинена вірусом Західного Нілу» А92.3. Інкубаційний період триває 1-7 днів, у осіб зі значним порушенням імунітету — до 2 тижнів. ВООЗ вважає необхідним виділяти безсимптомний (субклінічний) перебіг (80 % заражених), гарячкову (1 хворий на 5 заражених) та нейроінвазивну форми цієї хвороби (десь в середньому 1 пацієнт на 150 клінічно захворілих на гарячку Західного Нілу). Остання форма найчастіше відбувається у осіб похилого віку та імуносупресивних пацієнтів.

### Гарячкова форма
Хвороба починається гостро з ознобу і швидкого підвищення температури тіла до різних цифр, що супроводжується тими чи іншими симптомами інтоксикації. Хворі скаржаться на слабкість, різної інтенсивності головний і очний біль, міальгії, артралгії, ломоту в тілі. Іноді може бути нудота та помірне блювання. При об'єктивному огляді з перших днів хвороби часто виявляють генералізовану лімфаденопатію, рідше — збільшення печінки та селезінки, кон'юнктивіт, склерит. У певної кількості хворих на шкірі тулуба спостерігають макуло-папульозний висип, який при тяжкому перебігу може бути з геморагічним компонентом. Інколи хворі скаржаться на непродуктивний кашель, біль у горлі. У пацієнтів із вираженим інтоксикаційним синдромом хвороба може супроводжуватися посиленням головного болю, симптомами подразнення мозкових оболон, проте при дослідженні ліквору патологічні відхилення не виявляються, а всі ці прояви обумовлені токсичною енцефалопатією. Загалом клінічний перебіг хвороби при цьому сприятливий. Гарячковий період триває від 2 до 6 днів.

### Нейроінвазивна форма

##### Менінгіт
Частіше за все на тлі інтоксикаційного синдрому виявляються чіткі ознаки подразнення мозкових оболон, найчастіше — ригідність потиличних м'язів, лабораторно підтверджується асептичний серозний менінгіт. Присутня загальномозкова симптоматика, яка свідчить про розвиток ННГМ (інтенсивний головний біль, нудота, блювання, нерідко й без нудоти). Гарячковий період триває, як правило, 7-10 днів. Нормалізація ліквору відбувається протягом 2-3 тижнів.

##### Енцефаліт
З перших днів хвороби спостерігають гіпертермію і виражений інтоксикаційний синдром. У подальшому (з 2-4 дня хвороби) виявляють ознаки ураження речовини головного мозку — збудження хворого, марення, судоми, парези черепних нервів. У тяжких випадках розвиваються парези кінцівок, можливі дихальні розлади. Хворі знаходяться в сопорі або коматозному стані. Видужання відбувається поволі, тривалий час зберігається астенія, нерідко залишаються резидуальні явища — м'язовий тремор, парези. При появі на тлі вищезгаданих проявів менінгеальних симптомів констатують наявність менінгоенцефаліту.

## Ускладнення і прогноз
Ускладненнями вважаються тромбогеморагічний синдром, ННГМ, розвиток паралічів, гостра дихальна недостатність, мультіфокальний хоріоретиніт. Летальність серед стаціонарних хворих становить 3-5 %, хоча при менінгоенцефалітичній формі у осіб похилого віку вона може сягати й значно більших цифр.

## Діагностика

### Клінічна діагностика
Опорними симптомами гарячки Західного Нілу є розвиток хвороби у відповідній місцевості після укусів комарів, гострий грипоподібний початок, макуло-папульозні висипання на тулубі, генералізована лімфаденопатія, збільшення печінки та селезінки. При ураженні нервової системи — менінгеальний синдром, загальномозкові явища, ознаки вогнищевого ураження головного мозку (розлади свідомості, парези, паралічі). Однак через неспецифічність проявів гарячки Західного Нілу вважають за необхідне при наявності серозного менінгіту, енцефаліту у зонах поширення гарячки Західного Нілу в літньо-осінній період обов'язково проводити в комплексному обстеженні й специфічне дослідження на цю інфекцію.

### Загальнолабораторна діагностика
У периферичній крові виявляють лейкопенію із зрушенням лейкоцитарної формули вліво, а у тяжких випадках з розвитком менінгоенцефаліту можливий незначний нейтрофільний лейкоцитоз. При нейроінвазивній формі в разі менінгіту при проведенні люмбальної пункції ліквор витікає під підвищеним тиском, лімфоцитарний плеоцитоз 100—300 клітин в 1 мкл, помірне підвищення кількості білка (до 0,5-1 г/л). При енцефаліті відбувається разом із незначним лімофцитарним цитозом значне підвищення рівня білка з виникненням білково-клітинної дисоціації.

### Специфічна діагностика
Використовують наступні методи:
- вірусологічний (виявлення вірусу у крові та лікворі в перші 5 днів хвороби на культурах клітин або шляхом зараження новонароджених мишей з кінцевою ідентифікацією збудника методом РІФ),
- ПЛР,
- серологічний — ІФА з виявленням IgM до вірусу в сироватці крові з 5-го дня хвороби в парних сироватках або сероконверсія (поява IgG).

## Лікування
Госпіталізацію здійснюють у випадку середньотяжкого і тяжкого перебігу хвороби (тяжка гіпертермія, ознаки ураження головного мозку). Специфічна етіотропна терапія не розроблена. Застосовують патогенетичне та симптоматичне лікування. При явищах інтоксикаційного синдрому здійснюють інфузійну терапію (глюкозо-сольові, полійонні та колоїдні розчини). При ознаках ННГМ проводять дегідратацію (манітол 0,5 г/кг маси тіла, фуросемід у дозах залежно від клінічної ситуації), призначають ГКС, а за потреби — протисудомні, седативні препарати. При появі дихальних розладів, розвитку коматозного стану хворих переводять на штучну вентиляцію легень.

## Профілактика
Для попередження гарячки Західного Нілу проводять комплексні заходи, направлені на зниження чисельності комарів (осушення боліт, дератизаційні, дезінсекційні заходи). Для індивідуальної профілактики застосовують захисний одяг, сітки на вікнах, репеленти. У зв'язку з тим, що випадкам захворювання людей передують спалахи гарячки Західного Нілу серед птахів, необхідно проводити активний епіднагляд для попередження такого процесу. Велике значення має систематичне проведення санітарно-освітньої роботи. Вакцина для запобігання захворювання гарячкою Західного Нілу людей не розроблена.